# Flagellospora fusarioides
Flagellospora fusarioides är en svampart som beskrevs av S.H. Iqbal 1974. Flagellospora fusarioides ingår i släktet Flagellospora och familjen Nectriaceae.   Inga underarter finns listade i Catalogue of Life.